# Diadema (Brazilië)
Diadema (IPA: ˈdʒadema) is een gemeente en stad in Brazilië. Bij de volkstelling van 2022 had de stad 393.237 inwoners. De stad is de laatste jaren sterk gegroeid, in 1957 waren er nog maar 8.869 inwoners. De stad is onderdeel van de agglomeratie van São Paulo.

## Aangrenzende gemeenten
De gemeente grenst aan São Bernardo do Campo en São Paulo.

## Geweld
In Diadema werd in 2002 een sluitingstijd van 23.00 uur voor alcoholverkooppunten ingevoerd. Daarvóór bestond er geen sluitingstijd. Na de invoering - met dagelijkse handhaving - waren er 11 moorden per maand minder.

## Geboren
- Denílson de Oliveira Araújo, "Denílson" (1977), voetballer
- Gérson Alencar de Lima Júnior, "Gérson Magrão" (1985), voetballer
- David Luiz Moreira Marinho, "David Luiz" (1987), voetballer